# Kladky

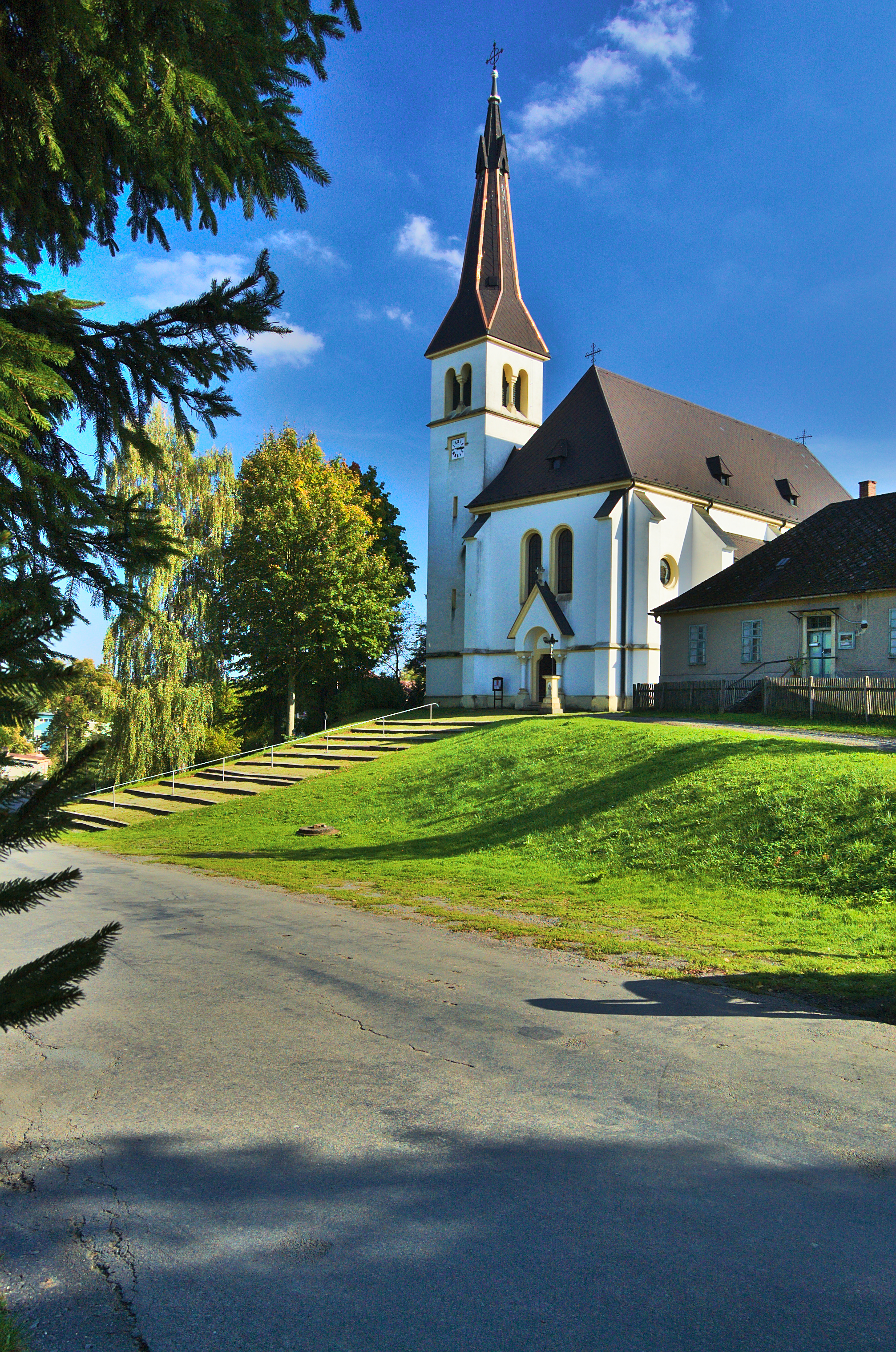
Kirche der Hll. Kyrill und Method

Kladky (deutsch Rom, auch Kladek) ist eine Gemeinde in Tschechien. Sie befindet sich 18 Kilometer südöstlich von Moravská Třebová im Drahaner Bergland und gehört zum Okres Prostějov.

## Geographie
Kladky befindet sich im Norden des Drahaner Berglandes im Quellgebiet des Flüsschens Věžnice. Nachbarorte sind Ospělov im Nordosten, Milkov, Dětkovice und Ludmírov im Osten, Chobyně im Südwesten, Nectava und Březinky im Westen sowie Ošíkov, Trpín und Vysoká im Nordwesten.

## Geschichte
Der Ort wurde im Jahre 1320 in einer Urkunde des Bistums Olmütz als Roma erstmals erwähnt. Roma war ein zur Kirchenprovinz Mohelnice gehöriges Bistumslehen. Es wird angenommen, dass der Name Rom daher rührt, dass die ursprüngliche Besiedlung auf mehreren Hügeln angelegt wurde.
Im Laufe des 19. Jahrhunderts nahm die Einwohnerzahl von Kladky stark zu. Lebten 1793 noch 603 Menschen in dem Dorf, so waren es 1834 bereits 918. Die höchste Einwohnerzahl erreichte der Ort 1910 mit 1273 Menschen. Seitdem ist diese Zahl innerhalb von hundert Jahren auf ein Viertel gesunken. Gründe dafür waren vor allem die Abgelegenheit, fehlende Industrie und Arbeitsplätze. Die überwiegende Zahl der Häuser wird heute als Ferienhäuser genützt.

## Gemeindegliederung
Für die Gemeinde Kladky sind keine Ortsteile ausgewiesen. Grundsiedlungseinheiten sind Bělá, Kladky (Rom) und Ošíkov-Trpín. Ošíkov-Trpín besteht aus den Ansiedlungen Ošíkov (Ossakow) und Trpín (Terpin).

## Sehenswürdigkeiten
- Kirche der Hl. Kyrill und Method, seit 1581 nachweisbar, die ehemalige Holzkirche wurde 1871 umgebaut und erhielt ihre heutige neoromanische Gestalt
- Javoříčská jeskyně, Tropfsteinhöhle, bei Javoříčko
- Burgruine Plankenberk

## Söhne und Töchter der Gemeinde
- Melichar Mlčoch (1833–1917), Theologe